# Gurnon-Halbinsel
Die Gurnon-Halbinsel ist eine 16 km lange und zur Gänze eisbedeckte Halbinsel an der Walgreen-Küste des westantarktischen Marie-Byrd-Lands. Sie liegt zwischen dem Park- und dem Bunner-Gletscher im nordöstlichen Teil der Bear-Halbinsel.
Der United States Geological Survey kartierte sie anhand eigener Vermessungen und Luftaufnahmen der United States Navy bei der Operation Highjump (1946–1947) vom Januar 1947. Das Advisory Committee on Antarctic Names benannte sie 1967 nach Paul Joseph Gurnon, Kommandant einer LC-130 Hercules während der Operation Deep Freeze der Jahre von 1965 bis 1967.